# Гадзанига
Гадзанига (итал. Gazzaniga) — коммуна в Италии, располагается в регионе Ломбардия, подчиняется административному центру Бергамо.
Население составляет 5005 человек (на 2004 г.), плотность населения составляет 355 чел./км². Занимает площадь 14 км². Почтовый индекс — 24025. Телефонный код — 035.
Покровителем населённого пункта считается святой мученик Ипполит Римский. Праздник ежегодно празднуется 13 августа.